# حادث إسقاط البلاك هوك 1994
يرجع سبب حادث إسقاط البلاك هوك 1994، أو كما يُعرف أحيانًا بحادث البلاك هوك، إلى نيران صديقة أُطلقت شمالي العراق في يوم 14 إبريل (نيسان) 1994 خلال عملية التخفيف من الكرب (لحماية الكرد). حيث أخطأ قائديّ طائرتين مقاتلتين من طراز إف-15 إيغل، تابعتين للقوات الجوية الأمريكية تعملان تحت قيادة طائرات نظام الإنذار المبكر والتحكم (أواكس)، في التعرُّف على مروحيتين تابعتين للقوات البرية للولايات المتحدة من طراز يو إتش-60 بلاك هوك باعتبارها مروحيات عراقية من طراز ميل مي-24 (لقب تعريف الناتو: هايند Hind). فأطلقت طائرتي إف-15 الصواريخ ودمرت المروحيتين، مما أسفر عن مصرع جميع الأفراد العسكرية على متنهما البالغ عددهم 26 فرد إلى جانب مدنيين من الولايات المتحدة والمملكة المتحدة وفرنسا وتركيا وجالية الكرد.
ومن ثم أجرت القوات الجوية الأمريكية تحقيقًا تنسب فيه وقوع الحادث إلى عدة عوامل، وانتقدت فيه طياريّ المقاتلتين إف-15 لخطئهم في التعرف على المروحيتين على أنهما من قوات معادية. كما ألقت بالائمة على أفراد طاقم طائرات نظام الإنذار المبكر والتحكم (أواكس) لتقاعسهم عن ممارسة الرقابة اللازمة وعدم تدخلهم في الموقف في الوقت المناسب. إضافة إلى أن نظام التمييز بين الصديق والعدو (IFF) ليس بإمكانه تحديد إذا ما كانت المروحيات معادية أو صديقة لطياري المقاتلات إف-15. وعلاوة على ذلك فإن قادة القوات الجوية الأمريكية فشلت في دمج عمليات مروحيات الجيش الأمريكي على نحو كافي مع جميع عمليات التخفيف من الكرب الجوية. ونتيجة لهذا التحقيق تمت إحالة العديد من ضباط القوات الجوية الأمريكية إلى مجلس التأديب العسكري عدا واحدًا وهو جيم وانغ، أحد أفراد طاقم أواكس، الذي تمت محاكمته أمام محاكمة عسكرية وقد أصدرت حكمها بأنه غير مذنب.
ونتيجة لشكاوى أسر الضحايا وغيرهم بأن الجيش قد فشل في مساءلة أفراده، أجرى مجلس الشيوخ الأمريكي ومجلس النواب تحقيقاتهما الخاصة في الحادث وفي رد الحكومة الأمريكية عليه. كما قام رونالد فوجلمان، رئيس أركان القوات الجوية الأمريكية الجديد، بإعادة النظر في الإجراءات التي تم اتخاذها ضد الضباط المتورطين في الحادث.
وأسفرت تحقيقات فولجمان عن فرض المزيد من الإجراءات التأديبية العسكرية على العديد من الضباط المتورطين في الحادث. وبالتالي رفضت وزارة الدفاع الأمريكية مذكرات استدعاء مجلس الشيوخ لأربعة من ضباط القوات الجوية الأمريكية لاستجوابهم في التحقيقات، الأمر الذي لم يتم الإفصاح عنه للرأي العام. ووجدت التحقيقات التي أجراها مجلس النواب، وشارك فيها مكتب المحاسبة الحكومية (GAO) جزئيًا، أن أنظمة التحقيق العسكرية والقضائية كانت غالبًا تعمل وفق مُخطط مرسوم بينهم، ولكنها أوضحت أيضًا أن وزارة الدفاع حالت دون إمكانية الوصول إلى الشهود الرئيسيين.

## خلفية

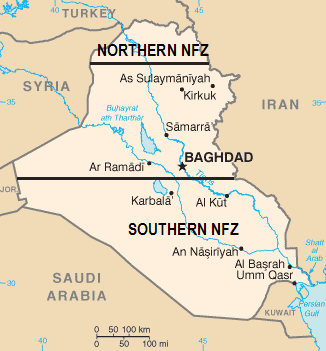
خريطة لمناطق الحظر الجوي في العراق بعد حرب الخليج. تمت عمليات التخفيف من الكرب في مناطق الحظر الجوي الشمالية، المشار إليها على الخريطة تحت اسم "NORTHERN NFZ"

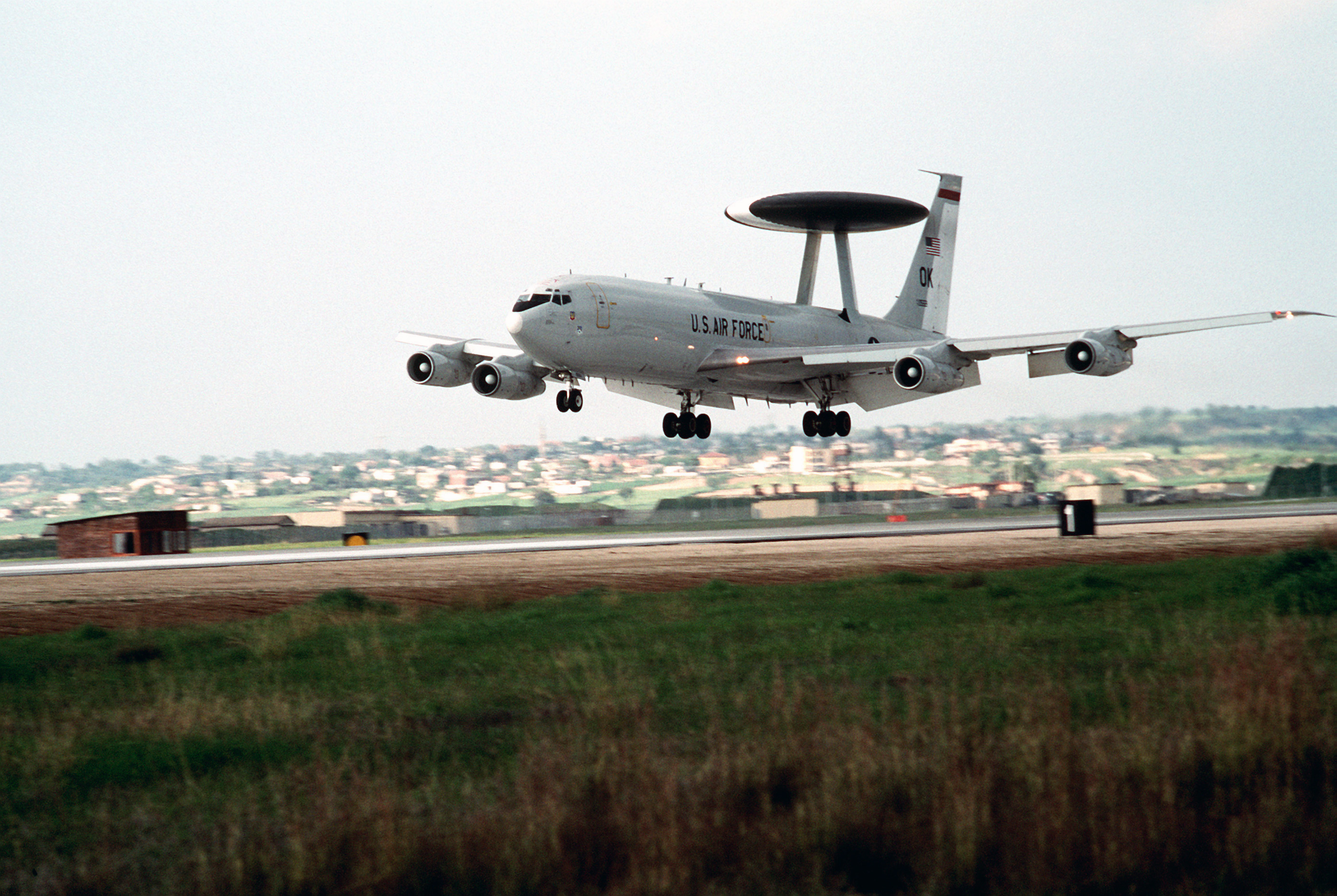
طائرة (أواكس) تقلع من قاعدة انجرليك الجوية خلال عمليات التخفيف من الكرب

في يوم 7 إبريل (نيسان) 1991 وافقت العراق على شروط وقرارات الأمم المتحدة لوقف إطلاق النار منهية بذلك حرب الخليج رسميًا. وفي اليوم ذاته بدأت عدة وكالات متعددة الجنسيات في تقديم المساعدات الإنسانية الضخمة بموجب سلطة قرار مجلس الأمن رقم 688 لمساعدة ما يقرب من 500,000 من الأكراد اللاجئين الذين فروا من القوات المسلحة العراقية إلى الجبال بشمال العراق. وفي يوم 18 إبريل (نيسان) 1991 تولى جون شاليكاشفيلي قيادة العمليات التي تديرها الولايات المتحدة لتأمين عمليات الإغاثة التابعة للأمم المتحدة والأكراد اللاجئين، وسميت تلك العمليات بعمليات التخفيف من الكرب (OPC).
تمت عمليات التخفيف من الكرب في شمال العراق وتحديدًا شمال دائرة عرض °36 شمالاً. وتبلغ مساحة هذه المنطقة 160 × 70 كيلومتر، وصنفتها قوات التحالف الدولي تحت مسمّى منطقة "حظر جوي" أمنية، وفرضت فرقة العمل المشتركة (CTF) حالة الحظر الجوي عن طريق إقامة دوريات يومية قامت بها طائرات مقاتلة تابعة للدول المشاركة ضمّت المملكة المتحدة وفرنسا وتركيا والولايات المتحدة. وقد تم تكليف القوات المسلحة الأمريكية بمساعدة وكالات الإغاثة المدنية لتوفير المساكن والمرافق للأكراد شمال العراق. وعلى مدى الثلاث سنوات التالية، قامت 27,000 طائرة ذات أجنحة ثابتة و 1,400 مروحية بعمليات جوية مشتركة في المنطقة لدعم العمليات الإنسانية دون أن تتعرض لأي تدخل من قبل مقاتلات عراقية أو وحدات عسكرية أخرى.
في شهر إبريل (نيسان) 1994 شارك جيفري بيلكنتون، العميد بالقوات الجوية الأمريكية، في قيادة عمليات التخفيف من الكرب. كما تولى كورتيس هنري ايمري العقيد بالقوات الجوية قيادة القوات الجوية الموحدة المشاركة في العمليات. وكان العقيد دوغلاس ريتشاردسون هو مدير عمليات القوات الجوية الموحدة.

## الحادث
في يوم 14 من إبريل (نيسان) 1994 الساعة 07:36 حسب التوقيت المحلى، أقلعت طائرة أواكس إي-3 سنتري، التابعة لسلاح الجو الأمريكي ولسرب طائرات المراقبة الجوية المحمولة جوًا رقم 963 (مقره قاعدة تِنكر الجوية بولاية أوكلاهوما)، من قاعدة انجرليك الجوية الواقعة بتركيا لدعم عمليات التخفيف من الكرب.
وكان طاقم نظام الإنذار المبكر والتحكم (أواكس)، المكوَّن من 19 فرد بقيادة الرائد لورانس تريسي، سيعطي تحذيرًا لوجود أي تهديد جوي وسيوفّر السيطرة الجوية لجميع طائرات عمليات التخفيف من الكرب أثناء تحليقها في الجو. وفي الساعة 08:45 أبلغ طاقم أواكس عن تمركز محطته على ارتفاع مدار المراقبة المحدد وهو 32,000 قدم (9,750 متر) وموقعها تركيا إلى الشمال مباشرة من الحدود العراقية الشمالية. وكان الطقس في ذلك اليوم معتدلا وصافيًا شماليّ العراق.
في الساعة 08:22 غادرت مروحيتان من طراز يو إتش-60 بلاك هوك، تابعتان للكتيبة السادسة وللفوج الجوي رقم 159 ويُدعى إيجل فلايت (مقره جيبلشتات بألمانيا)، ديار بكر قرب قاعدة برينش ليك الجوية بتركيا متجهة إلى مركز التنسيق العسكري (MCC) لعمليات التخفيف من الكرب ويقع على بعد 150 ميل (240 كم) في مدينة زاخو العراقية. وكانت كلتا المروحيتين مزوّدتين بخزانات وقود خارجية مُحمّلة على زعانف المروحيتين عند كل باب جانبي سعتهم 230 غالون (870 لتر) ومرسوم عليها علم أمريكي كبير. وإضافة إلى الأعلام المرسومة على تلك الخزانات، فكان وجود العلم الأمريكي على أبواب ومقدمة وجسم كلتا المروحيتين هو أكثر ما يميزهما. وكان النقيب باتريك ماكينا هو قائد مروحية البلاك هوك الرئيسية وقائد مفرزة إيجل فلايت المكونة من ست مروحيات.
أبلغت مروحيات البلاك هوك في الساعة 09:21 عن دخولها منطقة الحظر الجوي عبر اللاسلكي على ترددات المسار إلى مراقب التحركات في أواكس الملازم جوزيف هالكلي، وبعد ست دقائق هبطت المروحيات في مركز التنسيق العسكري. فقام هالكلي وقائده النقيب جيم وانغ كبير مديري أواكس،
بإضافة رموز «مروحيات صديقة» إلى أجهزة الرادار، ولاحظا أن كلتا المروحيتين ترسل إشارات الوضع 1 والوضع 2 الخاصة بنظام التمييز بين الصديق والعدو، ثم أوقفا عمل رموز الرادار بعد اختفاء إشارات البلاك هوك من شاشات الرادار عن هبوطهم. وبالرغم من أن المروحيات كانت ترسل إشارات كود الوضع 1 الخاطئة عن وجود منطقة الحظر الجوي (تسمى منطقة المسئولية التعبوية TAOR)، فإن وانغ وهالكلي لم يخبرا طياري البلاك هوك عن هذا الخطأ (إلا أنه في الحقيقة كانت المروحيتين ترسل رموز الوضع 2 الصحيحة). كما أغفل وانغ وهالكلي توجيه مروحيات البلاك هوك في أن تبدأ استخدام تردد اللاسلكي لمنطقة المسئولية التعبوية بدلا من تردد المسار.

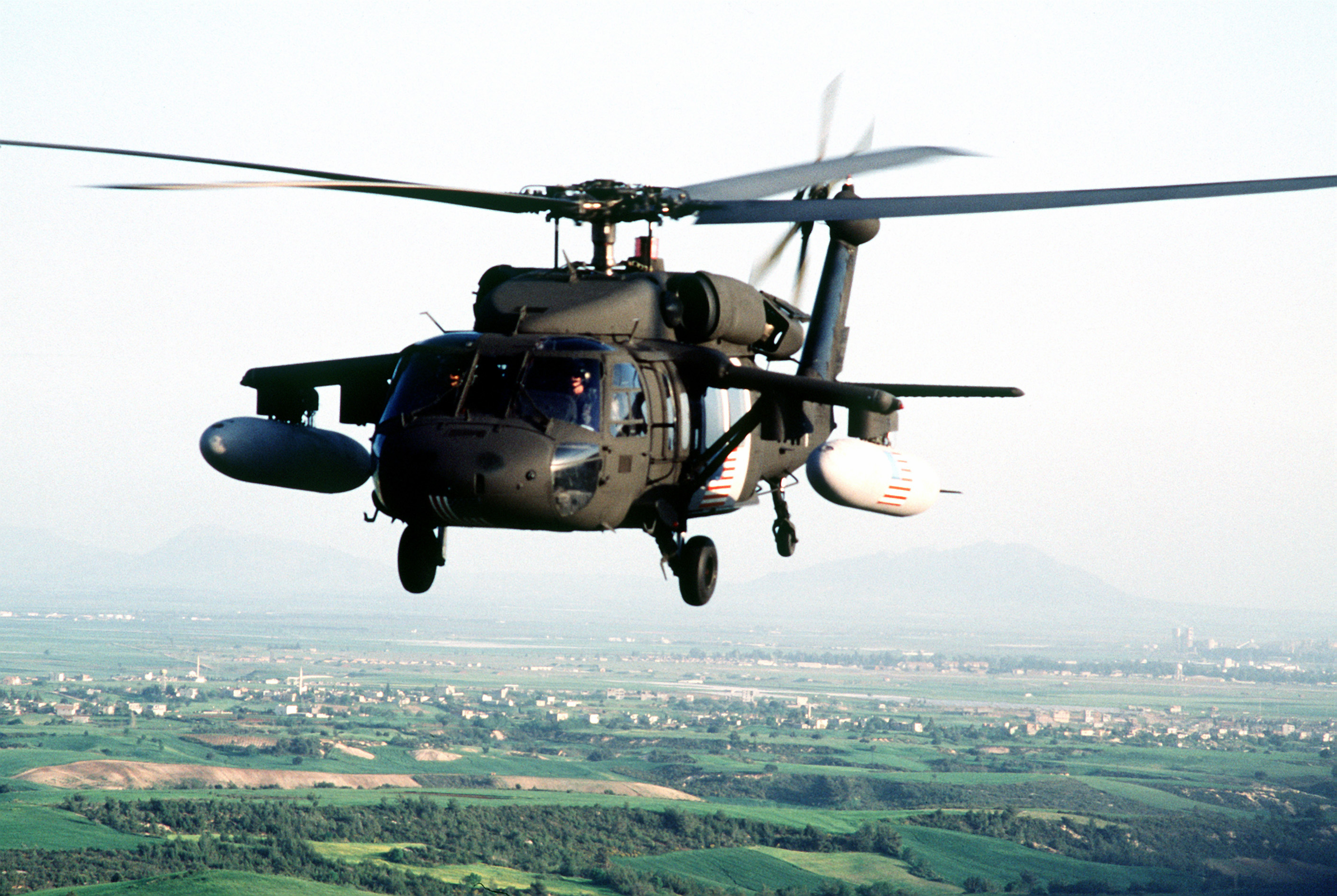
مروحية بلاك هوك من فرقة إيجل فلايت التابعة لعمليات التخفيف من الكرب مزودة بخزانات وقود خارجية

وفي مركز التنسيق العسكري أقلت مروحيات البلاك هوك 16 عضوًا من فريق ائتلاف قادة عمليات التخفيف من الكرب التابع للأمم المتحدة يشمل أربعة أكراد مدنيين، ومدني كلداني كاثوليكي، إلى جانب ثلاثة ظباط عسكرييين أتراك واثنين بريطانيين وواحد فرنسي، إضافة إلى خمسة مسئولين مدنيين وعسكريين من أمريكا. وفي الساعة 09:54 غادرت المروحيات مركز التنسيق العسكري متجهة إلى أربيل بالعراق، وهي مسافة تبلغ 120 ميل (190 كم). وأبلغت مروحيات البلاك هوك عن رحيلها وخط سيرها ووجهتها عبر اللاسلكي فأكد هالكلي تلقيه لرسالتهم. وبعدها أعاد هالكلي تشغيل رموز مسار المروحيات الصديقة على شاشات الرادار. وكان على متن مروحيات البلاك هوك جيري تومسون، العقيد بالجيش الأمريكي وقائد مركز التنسيق العسكري، وبديله ريتشارد مالهيرن، عقيد بالجيش الأمريكي. وعند الوصول لمدينة أربيل ثم مدينة صلاح الدين، قرر تومسون أن يُعرّف مالهيرن إلى أبرز زعيميّ الأكراد وهما مسعود برزاني وجلال طالباني بالإضافة إلى ممثلي الأمم المتحدة. وضع هالكلي رموزًا على شاشة الرادار خاصته لتُظهر مسار مروحيات البلاك هوك كما أبلغ وانغ عن تحركاتهم. إضافة إلى هالكلي فأن رموز المروحيات الصديقة كانت موجودة علي شاشات الرادار الخاصة بوانغ وتريسي ودوغ مارتن، الرائد بالقوات الجوية المريكية. ويشغل مارتن عنصر القيادة في الحلف الأوروبي (ACE) المحمولة جوًا في طائرات أواكس، مما يدل على أنه كفء في عمله كعضو في الطاقم الجوي لذلك تم تعيينه في الطاقم لضمان أن جميع أوامر الاشتباك (القتال) مطابقة ونُفذت وفقًا لما تنص عليه سياسات عمليات التخفيف من الكرب.
وفي الطريق إلى أربيل في الساعة 10:12 دخلت مروحيات البلاك هوك منطقة جبلية، وبالتالي لم تظهر ارتدادات الرادار الخاصة بهم على أجهزة الرؤية في أواكس. فلاحظ النقيب ديردريه بيل، ضابط المراقبة الجوية في أواكس، أن الإشارات المرتدة من رادار المروحيات ومن نظام التمييز بين الصديق والعدو (IFF) قد انقطعت، فأرسل «سهم تحذير» إلكتروني إلى جهاز الرؤية الخاص بوانغ. إلا أن وانغ لم يحرك ساكنًا واختفى السهم الأخضر الوامض من الشاشة تلقائيًا بعد دقيقة واحدة.
وفي هذه الأثناء أقلعت مقاتلتين من طراز إف-16 سي، تابعتين لسلاح الجو الأمريكي ولسرب المقاتلات رقم 53، من قاعدة انجرليك الجوية ويقودهما النقيب إيريك ويكسون والمقدم راندي ماي. وكانت مهمتهم هي القيام بتمشيط أوليّ لمنطقة المسئولية التعبوية (TAOR)؛ لتطهير المنطقة من أي طائرة معادية قبل دخول قوات التحالف للمنطقة. إن أمر المهمة الجوية الذي كان من المفترض أن يسرد جميع المهمات المقررة لطائرات التحالف لهذا اليوم والذي راجعه الطياران قبل الإقلاع، ذكر أن مروحيات البلاك هوك الأمريكية ستنفذ عملياتها في منطقة المسئولية التعبوية في ذلك اليوم، ولكنه لم يذكر وقت إقلاعها أو مسارها أو مدة طيرانها. وفي الساعة 10:15 أرسل ويكسون إلي مارتن في أواكس رسالة عبر اللاسلكي ليسأله إذا كانت لديه أية معومات ليمررها له فأجابه مارتن بالنفي.
وفي الساعة 10:20 أبلغ ويكسون، قائد مهمة المقاتلات إف-15 سي، ريكي ويلسون الملازم بسلاح الجو الأمريكي ومسئول المراقبة الجوية في أواكس بمنطقة المسئولية التعبوية، عن دخوله شمال العراق. وكان تردد اللاسلكي لمنطقة المسئولية التعبوية الذي استخدمته مقاتلات إف-15 سي يختلف عن تردد المسار الذي استخدمته مروحيات البلاك هوك. إلا أن ويلسون كان يرصد كلا الترددين كما كان بإمكانه رؤية مروحيتي البلاك هوك على شاشة الرادار قبل اختفائهما في الساعة 10:12. لم يُخبر ويكسون وأعضاء طاقم أواكس الآخرين، الذين كانوا يرصدون تردد اللاسلكي لمقاتلات إف-15 سي، أن مروحيات البلاك هوك تقوم حاليًا بعملية داخل منطقة المسئولية التعبوية. في الساعة 10:21 طلب ويلسون من وانغ أن يزيل رموز المروحيات الصديقة من شاشات أواكس معتقدًا أن مروحيات البلاك هوك قد هبطت، الأمر الذي وافق عليه وانغ. وكان النقيب مارك كاثي، مدرب طاقم أواكس والذي كانت مهمته مساعدة الطاقم ومراقبة ويلسون فيما فعله في مهمته الأولى في منطقة المسئولية التعبوية، قد غادر إلى مؤخرة الطائرة في الساعة 10:00 ليأخذ قيلولة.

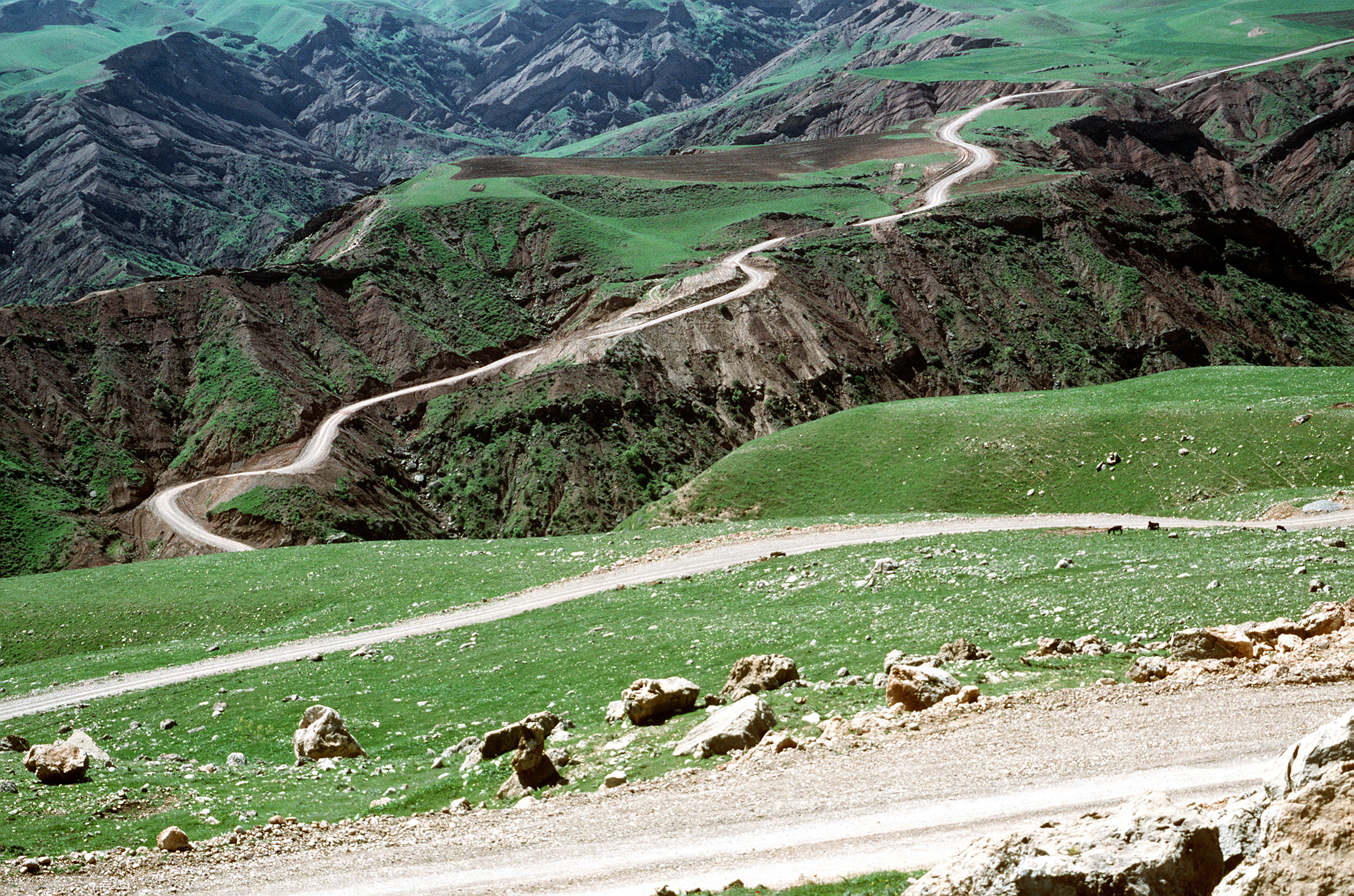
أراضي بشمال العراق مشابهة لتلك التي وقع بها الحادث

أبلغ ويسكون في الساعة 10:22 أثناء تحليقه على ارتفاع 27,000 قدم (8,230 متر) عن رصد الرادار لطائرة تحلق على ارتفاع منخفض بسرعة بطيئة على بعد 40 ميل (64 كم) جنوب شرق موقعه الحالي. أكد ويلسون تلقيه للبلاغ برده قائلا «منطقة خالية»، مما يعني أنه لا يوجد لديه أي رصد للرادار في تلك المنطقة. ولكن ما يجهله طياريّ إف-15 أن تلك الطائرة المجهولة هي في الأصل مروحيتي البلاك هوك التابعة للجيش الأمريكي. وعلى عكس الإجراء القياسي، لم يتشاور تريسي أو وانغ في ذلك الموضوع لطلب محاولة أعضاء طاقم أواكس لتحديد ما رصده رادار المقاتلات إف-15.
حاول كلا الطيارين في المقاتلتين إف-15 استخراج المعلومات إلكترونيًا من الرادار عن الهدف الذي رصده مستخدمين نظام التمييز بين الصديق والعدو الموجود بالطائرة في وضعين مختلفين (وضع 1 ووضع 4). ولكن لم تستجب أنظمة التمييز بين الصديق والعدو لمحاولة تحديد الهدف في وضع 1. أما وضع 4 فقد استجاب للحظات ولكنه توقف بعدها، فتوجهت المقاتلتين لاعتراض تلك الطائرة المجهولة. بدأت الآن ارتدادات نظام التمييز بين الصديق والعدو المتقطعة بوضع 1 و2 من مروحيتي البلاك هوك في الظهور على شاشات ويلسون وأعضاء طاقم أواكس كما ظهرت رموز المروحيات الصديقة مجددًا على شاشة وانغ. وبعد اقتراب المقاتلتين إف-15 حتى مسافة 20 ميل (32 كم) من الهدف، أبلغت المقاتلتين مرة أخرى في الساعة 10:25 عن الرصد الراداري إلى أواكس فأجاب ويلسون هذه المرة قائلاً أنه وجد الآن رصدًا للرادار في الموقع المذكور. وبالرغم من أن ارتدادات رادار البلاك هوك المتقطعة وارتدادات نظام التمييز بين الصديق والعدو المستقرة حاليًا على شاشات أواكس كانت في نفس موقع الأهداف المجهولة التي تلاحقها المقاتلتين إف-15، فإنه لم يشير أي من مراقبي أواكس إلى ويكسون أو ماي أن تلك الأهداف التي كانا يلاحقانها قد تكون مروحيات صديقة.

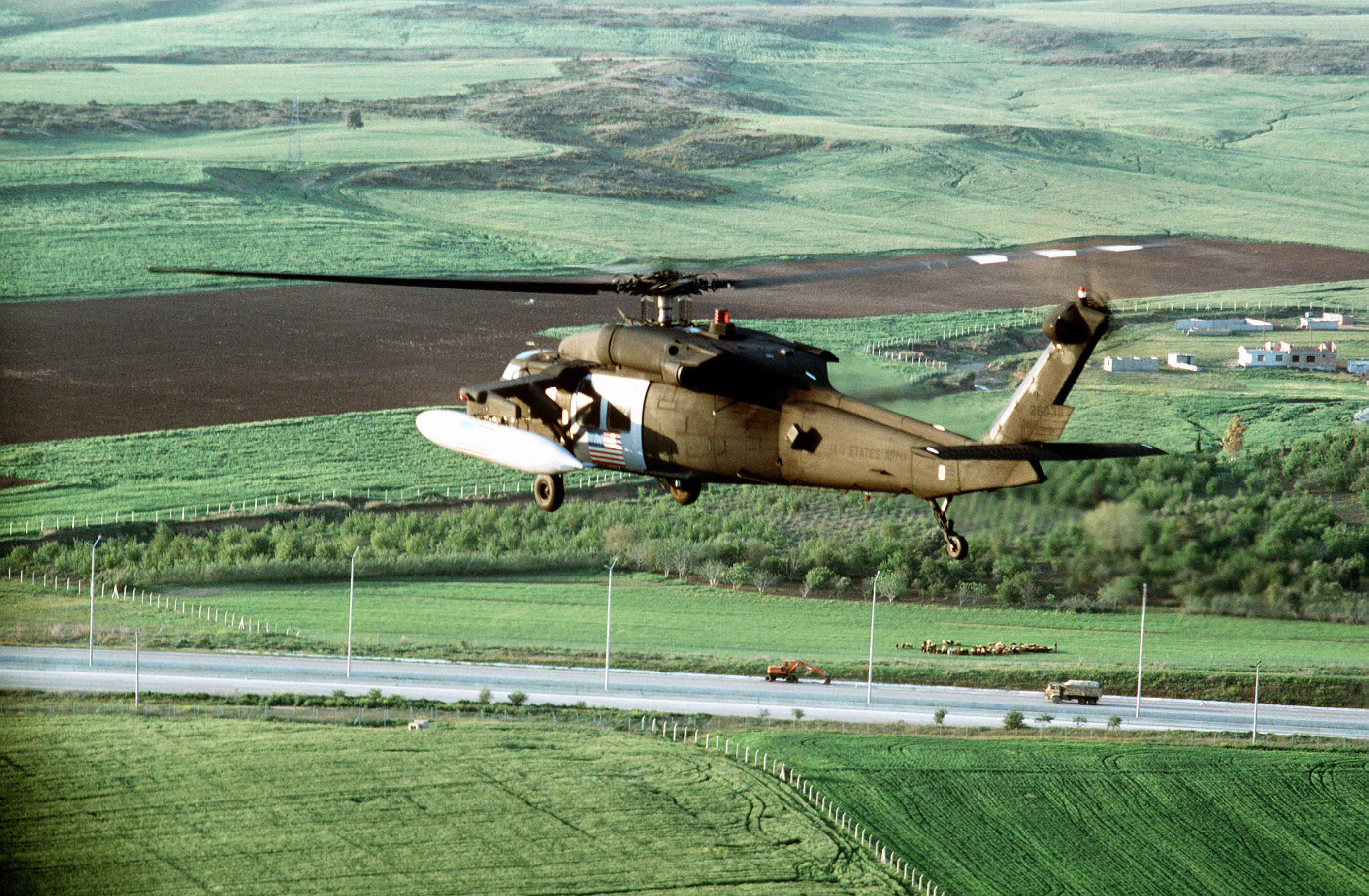
مروحية بلاك هوك من فرقة إيجل فلايت كما تبدو من الجانب.

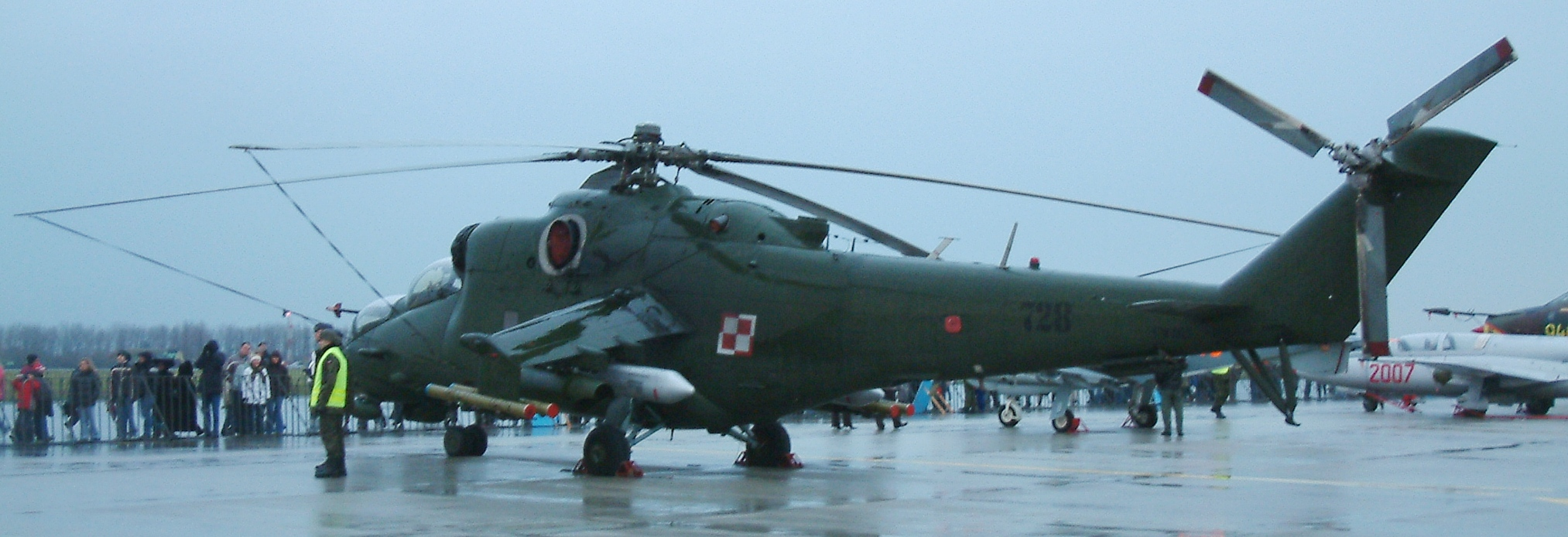
مروحية ميل مي-24 كما تبدو من الجانب.

أجرى الطيارين مسحًا للهدف باستخدام نظام الكشف البصري (VID)، وذلك بالرغم من أن استخدامه يعتبر انتهاكًا لأحد قواعد الاشتباك في عمليات التخفيف من الكرب التي تمنع الطائرات المقاتلة من القيام بعمليات على ارتفاع أقل من 10,000 قدم (3,050 متر) من مستوى سطح الأرض. في غضون ذلك دخلت مروحيتي البلاك هوك وادٍ عميق بسرعة ثابتة قدرها 130 عقدة (150 ميل\ساعة، 240 كم\ساعة) على ارتفاع 200 قدم (60 متر) من سطح الأرض. وأجرى ويكسون المسح وهو محلق بسرعة 450 عقدة (520 ميل\ساعة، 830 كم\ساعة)، وعلى ارتفاع 500 قدم (150 متر) ويفصل بينه 1,000 قدم (300 متر) عن يسار المروحيتين. وفي الساعة 10:28 أبلغ ويكسون عن «مجموع 2 هايند». ويعد «هايند» هو لقب تعريف الناتو لمروحيات ميل مي-24، وهي مروحية استخدمها الجيش العراقي والسوري وغالبًا ما يتم تزويدها بالأسلحة على أجنحتها الصغيرة المحمولة. أجاب ويلسون قائلاً «عُلم، هايند» كما سأل وانغ «هل تسمع هذا، سيدي؟»، فرد وانغ «نعم» ولكنه لم يعطيه أي توجيه أو تعليق.
ثم أجرى ماي مسحه الخاص بجهاز الكشف البصري على ارتفاع حوالي 1,500 قدم (500 متر) من المروحيتين وأبلغ قائلاً «مجموع 2». ذكر ماي فيما بعد في تحقيقات القوات الجوية الأمريكية في الحادث أن قوله «مجموع 2» كان يعني أنه رأى مروحيتين ولكن لا يعني أنه يؤكد تحديد ويكسون لهوية المروحيتين على أنهما من طراز هايند. لم يعلم كلا الطيارين في المقاتلتين إف-15 أن مروحيات البلاك هوك عادة ما تحمل خزانات وقود إضافية محمولة على أجنحتها، كما لم يتم توجيههما إلى أن لون طلاء مروحيات هايند العراقية هي البني الفاتح أو بدرجة لون سمرة الصحراء، وهو ما يعتبر مختلفًا عن الأخضر الداكن الذي تستخدمه مروحيات البلاك هوك. وذكر ويكسون لاحقًا قائلا «ليس لديّ أدنى شك عندما نطرت إليها بأنها كانت هايند...لم يخطر ببالي أن تكون بلاك هوك».
وباتباع نظام الكشف البصري استدار كل من وانغ وماي خلف المروحيتين على مسافة 10 أميال (16 كم) تقريبًا. وبما أن الطائرات من مختلف الدول تقوم أحيانًا بعمليات في شمال العراق دون الإعلان عن جنسيتها، فإن قواعد الاشتباك في عمليات التخفيف من الكرب تستلزم قيام الطيّاران بالتأكد من جنسية المروحيتين. إلا أن ويكسون أبلغ طاقم أواكس أنه «يتعرض للهجوم» هو وماي، كما أعطى ويكسون أمرًا لماي بالاستعداد للاشتباك. وفي الساعة 10:30 أطلق ويكسون صاروخ إيه آي إم-120 أمرام نحو المروحية المتذيلة من على مدى أربعة أميال بحرية (10 كم). وقد أصاب الصاروخ المروحية المتذيلة ودمرها بعد سبع ثوانٍ (36°46′N 44°05′E / 36.767°N 44.083°E). وكان رد فعل ماكينا، طيار المروحية المتصدرة هو أن ينعطف فورًا إلى اليسار وهبط إلى ارتفاع منخفض في محاولة واضحة لتفادي الهجوم غير المتوقع. وبعد حوالي 20 ثانية أطلق ماي صاروخ إيه آي إم-9 سايدويندر نحو المروحية المتصدرة من على مدى 1.5 ميل بحري (2.8 كم) أسفر عن إصابتها وسقوطها على بعد 1.2 ميل (2 كم) تقريبًا شمال شرق المروحية المتذيلة (36°55′N 43°30′E / 36.917°N 43.500°E). وكان على متن المروحيتين 26 شخصًا لقى جميعهم حتفهم. وعند تحليقهما فوف حطام المروحيتين المشتعل على الأرض، قال ماي لويكسون «لقد تم تدميرهم تمامًا، انتهى أمرهم».

## تحقيق القوات الجوية في الحادث
قبيل الساعة 13:15 أبلغ المدنيين الأكراد مركز التنسيق العسكري بأنهم رأوا حطام مروحيتي بلاك هوك تم إسقاطهما على بعد 40 ميل (64 كم) شمال أربيل دون وجود أي ناجين. وسرعان ما تداولت وسائل الإعلام الخبر وأذاعته شبكة سي إن إن.
وفي خلال ساعات أحيط الرئيس الأمريكي بيل كلينتون علمًا بالحادث فدعا رئيسيّ وزراء المملكة المتحدة وفرنسا؛ جون ميجور وفرنسوا ميتيران ليعبر لهما عن بالغ أسفه وتعاطفه لسقوط ضحايا مدنيين من بلادهما في ذلك الحادث. وبعد بضع ساعات أذاع التليفزيون مؤتمرًا صحفيًا للرئيس كلينتون صرح فيه بأنه أعطى أوامره لوزارة الدفاع الأمريكية لإجراء تحقيقاتها في الحادث، كما أضاف كلينتون قائلاً «سوف نجد الحقائق وسنجعلها متاحة للشعب الأمريكي والبريطاني والفرنسي والتركي ولحلفائنا في عمليات التخفيف من الكرب.»

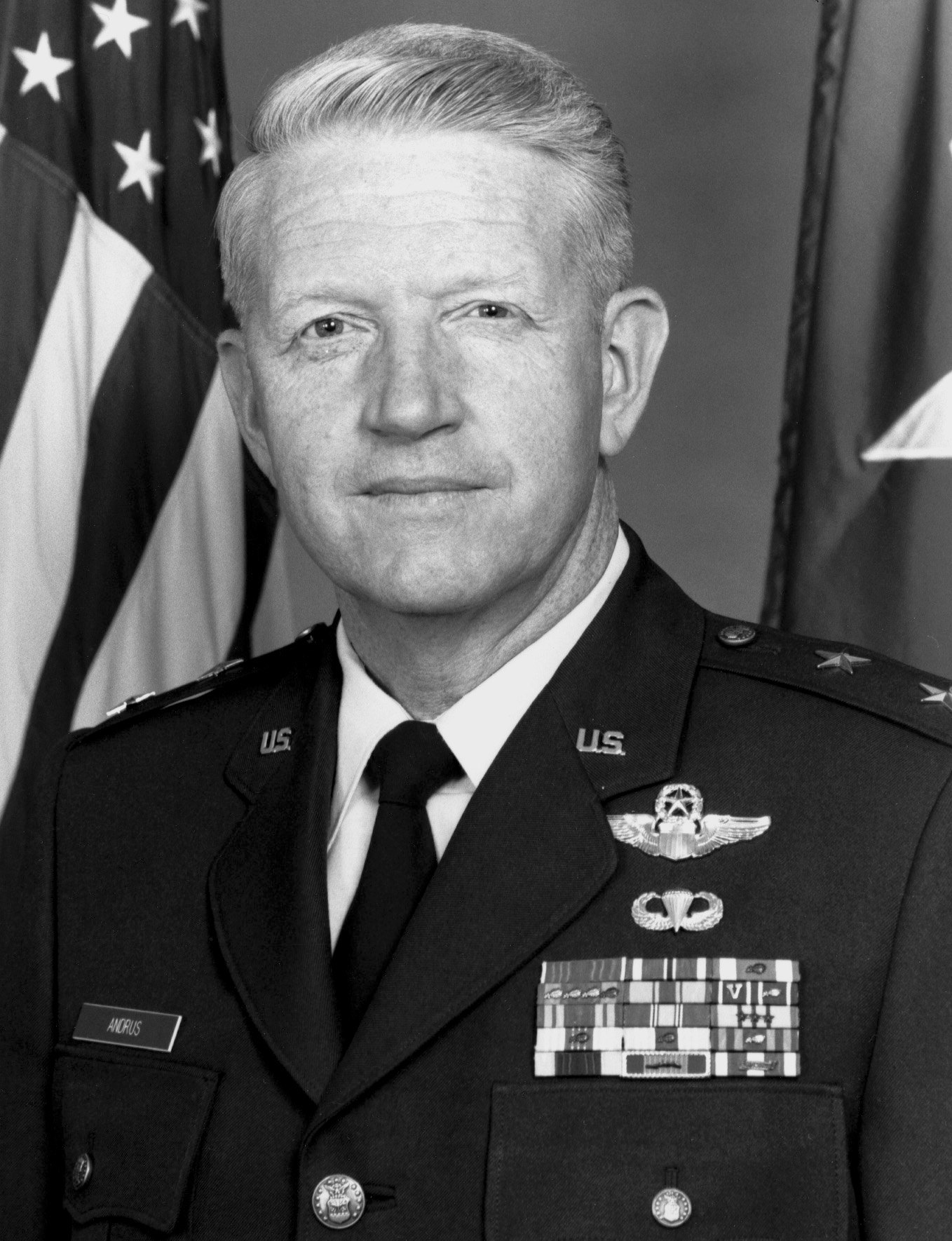
جايمس أندروس اللواء بالقوات الجوية الأمريكية

وعلى الفور قام روبرت تشارلز أوكس، اللواء بالقوات الجوية وقائد القوات الجوية الأمريكية في أوروبا بتعيين لجنة تحقيق في الحادث تتبع قانون القوات الجوية رقم 14-110، تتكون من رئيس اللجنة وأحد عشر عضوًا من القوات الجوية الأمريكية والجيش الأمريكي، وثلاثة أعضاء منتسبين من فرنسا وتركيا والمملكة المتحدة، وأربعة مستشارين قانونيين، وثلاثة عشر مستشارًا تقنيًا. وكان رئيس تلك اللجنة هو جايمس أندروس اللواء بالقوات الجوية الأمريكية. ونُشرت نتائج التحقيقات علنًا ولكن قد تُستخدم شهادة الشهود ضدهم في الإجراءات التأديبية العسكرية. لهذا السبب وبعد حوادث مؤسفة خطيرة كانت القوات الجوية الأمريكية تلجأ أيضا إلى إجراء تحقيق آمن منفصل حيث لا يتم نشر نتائج التحقيقات علانية وتكون شهادة الشهود فيه مُحصّنة ضد القضاء. إلا أن القوات الجوية قررت عدم إجراء أي تحقيق آمن لأسباب غير معروفة.
وبعد استجواب 137 شاهدٍ وإجراء العديد من الاختبارات، تم نشر التقرير النهائي للتحقيقات علنًا في يوم 13 يوليو (تموز) 1994 في كتاب من سبعة وعشرين جزءً يحوي 3,630 صفحة، إلا أن بعض المسئولين المجهولين من وزارة الدفاع قاموا بتسريب بعض تفاصيل التقرير إلى وسائل الإعلام قبل أسبوعين. توصلت اللجنة إلى سبعة استنتاجات عامة تعتقد أنها تسببت في وقوع الحادث:
1. أخطأ ويكسون في التعرف على مروحيتي البلاك هوك، وماي لم يبلغ ويكسون بأنه لم يكن بإمكانه تحديد هوية المروحيتين.
2. أجهزة إرسال واستقبال إشارات نظام التمييز بين الصديق والعدو في مقاتلتي إف-15 و\أو مروحيتي البلاك هوك لم تعمل كما ينبغي لأسباب غير معلومة.
3. وُجد سوء فهم عند قوات عمليات التخفيف من الكرب من حيث كيفية تطبيق إجراءات ومسئوليات عمليات التحالف الجوية على عمليات مروحيات مركز التنسيق العسكري.
4. لورانس تريسي، قائد طاقم أواكس لم يكن مؤهلاً حاليًا طبقًا لقوانين القوات الجوية الأمريكية، كما أنه وقع في أخطاء هو وأعضاء طاقم أواكس الآخرين.
5. لم يكن أفراد عمليات التخفيف من الكرب مُدرَّبين كما ينبغي على قواعد الاشتباك في منطقة الحظر الجوي شمال العراق.
6. مروحيتي البلاك هوك لم تكن مزودتين بالمزيد من أجهزة اللاسلكي الحديثة التي كانت ستتيح لقائديها التواصل مع طياري المقاتلتين إف-15.
7. الحادث «وقع بسبب سلسلة من الأحداث التي بدات بعدم اتباع التوجيهات الواضحة من فرقة العمل المشتركة بعمليات التخفيف من الكرب إلى المنظمات التابعة لها.»

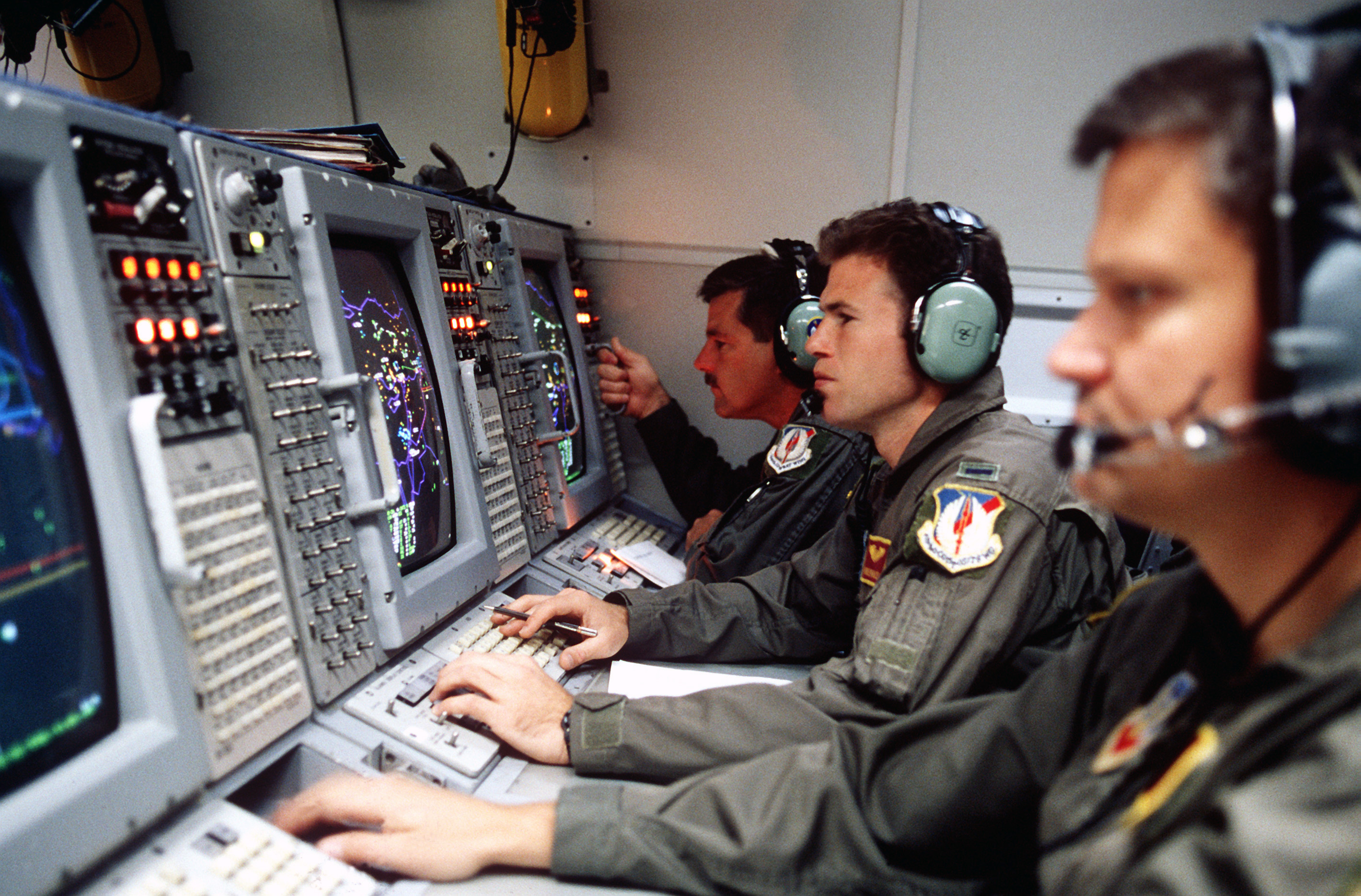
أعضاء طاقم أواكس في محطاتهم على متن طائرتهم خلال عمليات التخفيف من الكرب

وقد ذكر التقرير أنه لا توجد أية أدلة على أن كبير مسئولي أواكس (وانغ)، وقائد طاقم المهمة (تريسي)، و\أو عضو القيادة في أواكس (مارتن) قد أجروا أية اتصالات لاسلكية خلال عملية اعتراض طريق المروحيتين أو أعطوا أية توجيهات لطاقم أواكس أو لطياريّ المقاتلتين إف-15. وعلى الرغم من أن قواعد الاشتباك في عمليات التخفيف من الكرب كلفت طاقم أواكس بمهمة مراقبة ورصد عمليات المروحيات في منطقة المسئولية التعبوية، فإن اللجنة وجدت أن طاقم أواكس يرى أنه ليس المسئول عن مراقبة مروحيات البلاك هوك الأمريكية أو التأكد من أن طائرات التحالف الأخرى كانت على علم بوجود عمليات لمروحيات البلاك هوك في منطقة المسئولية التعبوية. وعندما سأل المحققون باللجنة طاقم أواكس عن المسئول عن تتبع المروحيتين، قال تريسي «ليس بوسعي أن أخبركم، فأنا حقيقةً لا أعرف.» وعندما سأل المحققون وانغ نفس السؤال رد قائلاً «لا يوجد أحد مسئول.» وعندما سأل المحققون مارتن عن الإجراءات التي اتخذها حين طلبت مقاتلتي إف-15 كشفًا بصريًا عن مروحيتي هايند، قال مارتن «لم أفعل شيئًا.»
وجدت اللجنة أن فرقة العمل المشتركة التي شاركت في عمليات التخفيف من الكرب، التي يقودها بيلكنتون وإيمري وريتشاردسون والعديد من قادة القوات الجوية الأمريكية، قد فشلت في دمج المروحيات مع عمليات الطائرات في منطقة المسئولية التعبوية. وأدلى ضابط من فرقة إيجل فلايت بشهادته فيما بعد بأن رئيس هيئة أركان فرقة العمل المشتركة، وهو ضابط بالقوات الجوية الأمريكية، أخبره أن وحدة البلاك هوك بالجيش لا تعتبر جزءً من عمليات التخفيف من الكرب. ولهذا لم يحاول طاقم فرقة العمل المشتركة، بقيادة جايمز راستي أوبراين العقيد بالقوات الحوية الأمريكية، أن ينسق مهمات مروحيات البلاك هوك التابعة للجيش الأمريكي مع أوامر المهمات الجوية اليومية. في الواقع لم يضع أوبراين ولا من سبقه أية إجراءات لنقل المعلومات أو مهمات البلاك هوك إلى عناصر القوات الجوية المشتركة (CFAC). اتصل العقيد طومسون قائد مركز التنسيق العسكري بالعقيد أوبراين بصفة شخصية ليلة 13 إبريل (نيسان) ليخبره بمهمة البلاك هوك في اليوم التالى بشمال العراق، وهي المهمة التي وافق عليها بيلكنتون شخصيًا على وجه التحديد قبل ذلك اليوم. ويبدو أن أوبراين أو طاقمه لم يحاولوا نقل معلومات معينة عن تلك المهمة إلى أواكس أو وحدات المقاتلات إف-15 في انجرليك، وعناصر القوات الجوية المشتركة، ومدير المهمات البرية، أو إلى عناصر القيادة على متن أواكس.

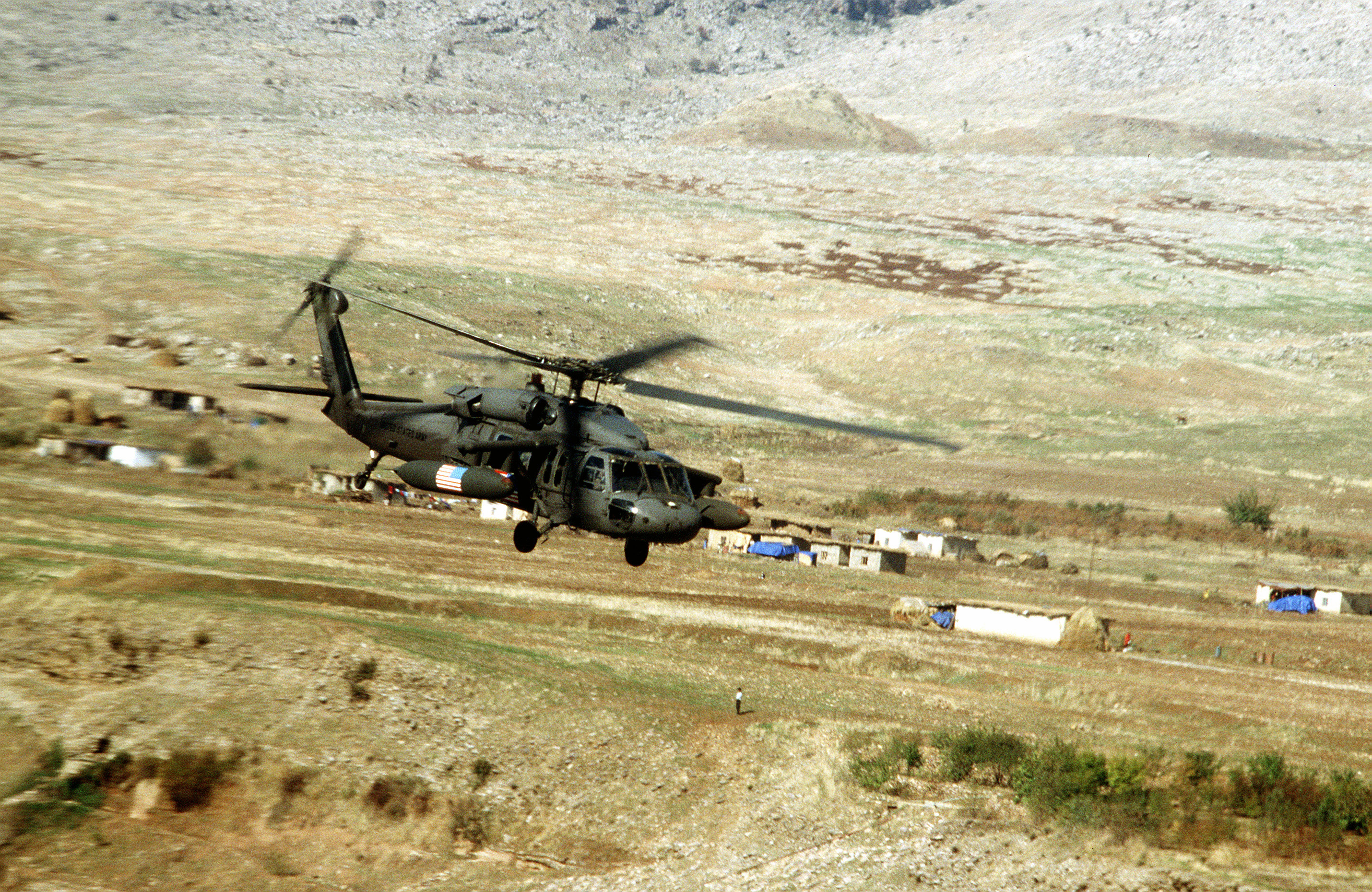
مروحية بلاك هوك تابعة للجيش الأمريكي تحلق فوق قرية صغيرة بالمنطقة الأمنية الكردية المحتلة بشمال العراق خلال عمليات التخفيف من الكرب

ولأسباب عجزت قادة القوات الجوية الأمريكية عن شرحها، تم نشر نسختين لأوامر المهمات الجوية في كل يوم، نسخة لوحدات القوات الجوية الأمريكية في انجرليك والأخرى لوحدة إيغل فلايت في برينش ليك. ولكن لأسباب غير معروفة نتجت أوامر المهمة الجوية التي أُرسلت إلى وحدة إيجل فلايت عن رموز خاطئة لنظام التمييز بين الصديق والعدو بوضع 1 في منطقة المسئولية التعبوية. وعلى الرغم من أن مروحيات البلاك هوك الأمريكية كانت تقوم بعملياتها في منطقة المسئولية التعبوية لما يقرب من عامين كانت طيلة تلك الفترة ترسل رموزًا خاطئة واكتشف ذلك العديد من أطقم أواكس، فإن أحدًا لم يخبرهم أنهم يستخدمون الرمز الخطأ. في يوم الحادث حاولت مقاتلتي إف-15 تحديد هوية مروحيتي البلاك هوك باستخدام وضعين مختلفين لنظام التمييز بين الصديق والعدو (وضع 1 ووضع 4). فلم يستجب وضع 1 لأن المروحيتين كانتا ترسلان الرموز الخاطئة. كما لم يستجب وضع 4 لأسباب تقنية عجزت التحقيقات عن تحديدها بشكل قاطع.
لم تحقق اللجنة ما إذا كانت أية عوامل مؤسسية في القوات الجوية الأمريكية، مثل نقص التدريب بإدارة موارد الأطقم لأطقم الطائرات المعنية، قد تكون عاملاً مسببًا. كما لم تحاول اللجنة أن تحدد ما إذا قام ويكسون أو ماي بانتهاك أي من قواعد الاشتباك الخاصة بعمليات التخفيف من الكرب التي تحددها أوامر المهام الجوية أو غيرها من التعليمات المكتوبة.
ولاحقًا لخّص وليام بيري وزير الدفاع الأمريكي «الأخطاء والهفوات والإخفاقات» التي ساهمت في وقوع الحادث في الآتي: «خطأ طياري المقاتلتين إف-15 في التعرف على مروحيتي البلاك هوك، فشل طاقم أواكس في التدخل، فرقة إيجل فلايت وعملياتها لم تُدمج مع فرقة العمل، وفشل أنظمة التمييز بين الصديق والعدو.» وأضاف العقيد شاليكاشفيلي، والذي يعمل حاليًا كرئيس هيئة الأركان المشتركة الأمريكية، قائلاً «لقد كان هناك عددًا مهولاً من الحالات التي فشل فيها الأفراد في القيام بعملهم كما ينبغي.»

### الإجراءات المتخذة
في يوم الثامن من سبتمبر (أيلول) 1994 أعلنت وزارة الدفاع عن الإجراءات التي ستتخذها استجابةً لنتائج التحقيقات. فوجهت السلطات القانونية العسكرية إلى ماي ستٍ وعشرين تهمة قتل نتيجة الإهمال. كما اتُهم كل من مارتن وتريسي ووانغ وهالكلي وويلسون بالتقصير في تأدية الواجب. وقد واجه حميع هؤلاء المتهمون جلسة استماع تُعرف باسم «جلسة المادة 32»، وهي التي سيحدد فيها إذا سيتم تقديمهم إلى محاكمة عسكرية أم سيتم التصرف في الأمر بشكل آخر. حضر مارتن وتريسي ووانغ وهالكلي وويلسون جلسة مشتركة بينما حضر ماي جلسة مستقلة. ولم توجّه الجلسة أيّة اتهامات لويكسون. وعلى الرغم من أن قادة القوات المسلحة لم يدلوا بشيء صراحةً، فإن ويكسون يبدو بلا تهم على عكس ماي وذلك لأن ويكسون أدلى في شهادته بأنه كان متأكدًا من تحديده لهوية مروحيتي البلاك هوك على أنهما مروحيتي هايند معاديتين، بينما ذكر ماي أنه لم يكن متأكدًا من تحديد ويكسون لهوية المروحيتين ولكنه سمح للاشتباك بالمضيّ قدمًا على أي حال.

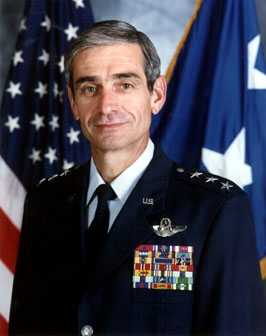
يوجين سانتاريلي الفريق بالقوات الجوية الأمريكية

تنازل مارتن وهالكلي عن حقوقهما في جلسة المادة 32، مما يعني أن قضيتهما سوف تُنظر على الفور في محكمة عسكرية أو وفقًا للإجراءات الإدارية. منح الفريق يوجين سانتاريلي، قائد الفوج الجوي رقم 17، الحصانة لويكسون للإدلاء بشهادته في الجلسات. وبدأت جلسات أعضاء طاقم أواكس في يوم 19 أكتوبر (تشرين الأول) 1994 في قاعدة تنكر الجوية بولاية أوكلاهوما، وكانت جلسات علنية ترأسها العقيد وليام كولويل تحت الولاية القضائية للفريق ستيفن كروكر، قائد الفوج الجوي رقم 8. كانت جلسة ماي سرية وبدأت يوم 7 نوفمبر (تشرين الثاني) 1994 في قاعدة زيمباخ الجوية بألمانيا وترأسها العقيد إدوارد ستار تحت الولاية القضائية للفريق سانتاريلي. جدير بالذكر أن بيلكنتون وإيمري وريتشاردسون وأوبراين رفضوا طلب الإدلاء بشهادتهم في كلتا الجلستين.
في السابع عشر من إبريل (نيسان) 1994 صرّحت القوات الجوية الأمريكية أن كولويل قد أوصى كروكر بتقديم وانغ للمحكمة العسكرية وتطبيق الإجراءات الإدارية غير القضائية على هالكلي لتهمته بالتقصير في تأدية الواجب. كما أوصى كولويل بإسقاط تهم التقصير في تأدية الواجب الموجهة إلى أعضاء طاقم أواكس الآخرين، ولكن لا يزال من الممكن أن يواجهوا إجراءات غير قضاية. فقبل كروكر توصية كولويل وأمَرَ بتقديم وانغ للمحكمة العسكرية وأسقط التهم الرسمية الموجهة لأعضاء طاقم أواكس باستثناء هالكلي الذي طُبِّقت عليه إجراءات المادة 15.
وفي الجلسة قام ماي بتغيير أقواله التي أدلى بها أمام لجنة التحقيق في الحادث قائلاً أنه قد حدد المروحيتين بدون أدنى شك على أنهما مروحيتين هايند عراقيتين. وقد ذكر العميد جون رايفز دالاجر، وهو طيار مقاتلة إف-15 وقائد جناح ويكسون وماي الجوي (الجناح الجوي من الفوج 52) وضابط التحقيق في المحكمة العسكرية رقم 303، قائلاً أنه يرى أخطاء ماي في الحادث «مقبولة». وأوصى ستار بإسقاط التهم الموجهة إلى ماي مشيرًا إلى أنه وجد شهادته من الممكن تصديقها. وفي يوم 27 ديسمبر (كانون الأول) 1994 أعلنت القوات الجوية الأمريكية أن سانتاريلي، طيار المقاتلة إف-15، قد أسقط التهم الموجهة إلى ماي كما قرر عدم مواصلة الإجراءات التأديبة ضد أي أفراد آخرين من عمليات التخفيف من الكرب تحت ولايته القضائية بما فيهم ويكسون وبيلكنتون وإيمري وريتشاردسون وأوبراين. في يناير (كانون الثاني) 1995 أعادت طائرة تُقلّ مجلس تابع للقوات الجوية الأمريكية كل من ويكسون وماي، اللذان كانا قد مُنِعا من الإقلاع منذ وقوع الحادث، إلى وضعية الطيران. ومن ثم تم نقل ويكسون إلى قاعدة راندولف الجوية بولاية تكساس ليخضع لتدريب الطيارين من موجِّه إلى جانب تكليفات تالية في قاعدة كولومبوس الجوية بولاية مسيسيبي.

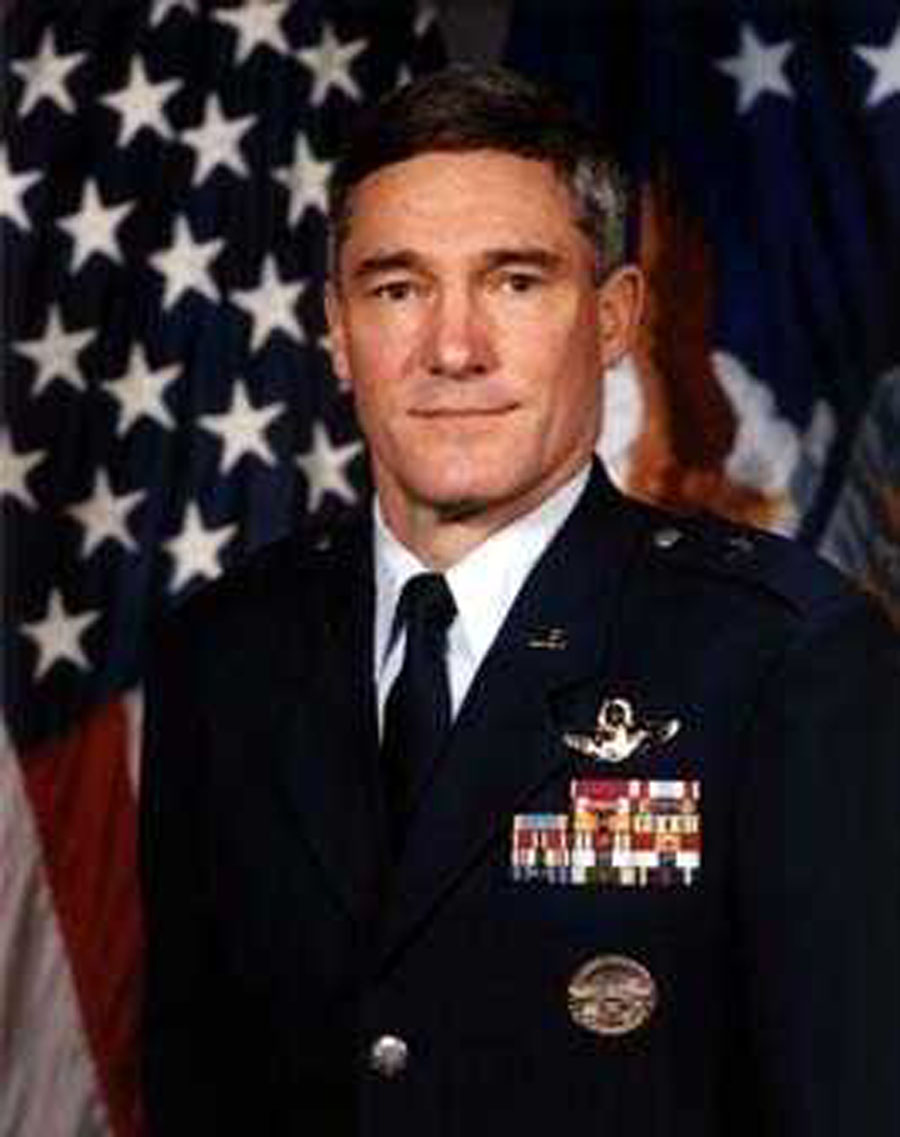
كورتيس هنري إيمري العميد بالقوات الجوية الأمريكية

وفي وقتٍ لاحق أعلنت القوات الجوية الأمريكية عن إتخاذ إجراءات إدارية ضد الأفراد الآخرين المتورطين في الحادث. فتلقي كل من بيلكنتون وإيمري وريتشاردسون خطاب تحذير. كما تلقي كل من مارتن وماي وأوبراين وتريسي وويكسون وويلسون خطاب لوم. ووافق هالكلي على تطبيق إجراءات المادة 15 مما نتج عن تلقيه لخطاب لوم أيضًا. كان مسموحًا للأفراد المتورطين بتقديم التماس لإلغاء الخطابات من سجلاتهم مستقبلاً. وتم تسجيل اللوم في «ملفات المعلومات السلبية» لكل فرد منهم وعادةً ما كان يُرفع اللوم بعد عامين. وأصدر اللواء بالجيش الأمريكي، جورج جولوان والقائد الأعلى للحلفاء بأوروبا أمرًا بإعفاء بيلكنتون من منصبه كقائد لعمليات التخفيف من الكرب ولكن القوات الجوية الأمريكية أبقته على منصبه كقائد لجناح الجسر الجوي من الفوج 86 بقاعدة رامشتاين الجوية بألمانيا. أما أوبراين وإيمري فقد تم نقلهم للعمل ضمن طاقم العاملين في البنتاجون. كما تم نقل ريتشاردسون للعمل بهيئة العاملين بمقر القيادة العليا لقوات التحالف بأوروبا. وتم ترقية إيمري إلى رتبة عميد في يوم 15 من يوليو (تموز) 1994 مع بقاء إمكانية ترقيته.

### محاكمة وانغ العسكرية
بدات أولى جلسات محاكمة وانغ العسكرية في الثاني من يونيو (حزيران) عام 1995 بقاعدة تنكر الجوية. ووُجِّهت لوانغ ثلاث تهم بالتقصير في تأدية الواجب. كما تم استدعاء معظم الأفراد المتورطين في الحادث، باستثناء ماي، للإدلاء بشهادتهم وشملوا أعضاء طاقم أواكس وويكسون وبيلكنتون. وقد أدلى معظم الشهود الأربعين بشهادتهم وقد مُنحت لهم الحصانة.
وأثناء المحاكمة أظهرت الأدلة أن وانغ غالبًا ما كان يواجه صعوبة في البقاء مستيقظًا خلال مهمات أواكس. وفي الواقع كانت تلك المشكلة بالغة الخطورة مما استدعى الجيش لإحالته إلى الهيئات الطبية ليتم فحصه إذا ما كان مصابًا بالتغفيق. كما أن وانغ قد فشل مسبقًا عند إجراء الفحص مرتين.
أدلى بيلكنتون، وهو طيار مقاتلة إف-16، بشهادته كقائد لعمليات التخفيف من الكرب قائلاً أنه أرسل العديد من أعضاء الأطقم الجوية معظمهم طياري مقاتلات إف-15 إلى القواعد بديارهم وذلك لانتهاكهم لقواعد أو إجراءات عمليات التخفيف من الكرب أو لعدم إظهارهم حسن التقدير. وقال بيلكنتون ردًا على الأسئلة بشأن الإجراءات التي اتخذها طياري المقاتلتين إف-15 التي أسفرت عن وقوع الحادث قائلاً «أنا لا أفهم وربما لن أفهم أبدًا عقلية ويكسون.» وعندما سُئل عما إذا كان ويكسون وماي قد انتهكا قواعد الشتباك الخاصة بعمليات التخفيف من الكرب في الحادث رد قائلاً «نعم.» كما أضاف أعضاء طاقم أواكس عند الإدلاء بشهادتهم أنه بمجرد أن حدد ويكسون وماي المروحيتين بصريًا على أنهما معاديتين فإن مسئولية الحادث تنتقل إلى الطيارين بالمقاتلتين إف-15.